# Ateistens handbok
Ateistens handbok är en antologi utgiven på Bokförlaget Prisma i bokserien Verdandi Debatt (skrift nummer XV i denna serie) och är sammanställd av Claes Adam Wachtmeister. Bokens kapitel är både tidigare publicerade artiklar och delvis omarbetade anföranden ur en programserie med titeln "Ateismens villkor" som Verdandi höll i december 1961. Samtliga föredragshållare och diskussionsinledare under programserien var ateister.
Det dåvarande samhället var sådant att statskyrkan till stor del präglade samhälle och skola. Många av kapitlen kom därför att vara skrivna mer ur ett perspektiv som handlade om kristendomen och dess villkor än direkt om ateismen. Enligt bokens förord, signerat Redaktionskommittén för Verdandi Debatt, ansåg man det viktigast att "ateistens syn på olika företeelser i ett samhälle med statsreligion kommer till uttryck" och det speglar tydligt bokens innehåll.

## Bokens kapitel

### Kristendomskritik
1. Svensk kristendom Herbert Tingsten
2. Mina skäl mot kristendomen, Anders Wedberg
3. Sagorna från Österland, Hjalmar Söderberg
4. Två kristna sakrament, Bengt Lidforss
5. De vantroendes artikler, Arnulf Øverland
6. Varför jag inte är kristen, Victor Svanberg

### Kristendom och undervisning
1. Kristendomen och skolan, Stellan Arvidson
2. Den ekumeniska kristendomsundervisningen, Claes Engström
3. Tre brev om tvångsbön, Lars Furhoff
4. Om teologerna, Ingemar Hedenius

### Kristendom och samhälle
1. Kyrkorna och demokratin, Herbert Tingsten
2. Kristendomens moral, Edvard Westermarck
3. Kyrkan och sexualmoralen, Bengt Anderberg
4. Kristendom och mentalhygien, Paul Lindbom
5. Helbrägdagörelse, Gunnar E. Sandgren
6. Frikyrklig miljö, Sam Lidman
7. Begravning i stillhet, Evert Kumm
8. Borgerlig Konfirmation, Erik Elten

### Efterskrift
1. Har vi religionsfrihet?, Claes Adam Wachtmeister
2. Ateisterns ordlista